# كيلر (ون بيس)
جندي المجزرة كيلر هو أحد شخصيات أنمي ومانغا ون بيس، وهو من قراصنة كيد تحت إمرة يوستاس كيد، وواحد من الإثني عشر قرصاناً المعروفين باسم الجيل الأسوأ، وقد كانت مكافأته السابقة 162.000.000 بيلي، لترتفع وتصبح 200.000.000.
الميلاد 10 فبراير 1995م
وهو قاتل مأجور يعمل من اجل المال حسب دراسات يعرفها هو

## مظهره
كيلر هو شخص طويل القامة، ولديه شعر أشقر طويل جدا يصل إلى اسفل ظهره، وهو يرتدي خوذة تغطي رأسه كاملا حتى عينيه لونها ازرق وابيض، مع العديد من الثقوب فيها، ويضع سماعات على اذنيه، يرتدي قميص اسود مع العديد من الدوائر البيضاء عليه وصدره مفتوح قليلا، مع بنطال يشبه بنطال الذي كان يرتديه رعاة البقر في العالم الحقيقي، مع وشاح احمر حول خصره

وهو يحمل معه مناجل كبيرة ولكنه يضعها في غمد عندما لا يقاتل، وعندما رسم اودا السوبرنوفا وهم أطفال كان كيلر يمتلك شعر أشقر طويل يغطي عينيه، وكيلر لا ينزع قناعه ابدا وهو يتناول الطعام من خلال الثقوب 

وبعد عامين ظهر كيلر وكان يمتلك عضلات بارزة وصدر واسع، وكان شعره أقصر، مع ندبة على ذراعه اليسرى، وكان يرتدي بنطال ازرق وقميص لونه ازرق أيضا مع شعار جولي روجر خاص به.

## شخصيته
مثل بقية طاقم كيد فكيلر متعجرف قليلا مثل قائده، وكيلر مقاتل متوحش يقطع خصومه بهدوء وعادة يبقى صامتا في القتال، ويبدو ان لديه معرفة تاريخية أكثر من كيد حيث اخبره عن أوكس بيل (الجرص الذي قرعه لوفي في المارينفورد)

وبعد السنتين ظهر كيلر وكان أكثر هدوءا وذكاء من قبل، وهو استدعا آبو وهوكينز من اجل التحالف مع كيد، وبدى أكثر عقلانية من كيد واراد تكوين تحالف، وبعد أن دب شجار بين كيد وآبو قام كيلر بإيقافهم وتذكيرهم إلى ماذا هم مجتمعون، وعلى عكس اسمه قام بإيقاف القتال والتفكير بعقلانية.

## قدراته وقوته
كيلر من القراصنة الاقوياء والمرعبين وقد وضعت مكافأة على رأسه قدرها 200.000.000 بيلي بسبب خطورته، ومثل قائده كيد تمكن كيلر من الصمود امام الهاكي الملكي الخاص بسيلفر ريلي

ويبدو ان كيلر يعتمد في قتاله على اسلوب الخفة والسرعة والقضاء على خصمه قبل التمكن من الحركة حتى، وكان قادرا على قتال السوبرنوفا آوروج على الرغم من انه يتفوق عليه بالحجم والضخامة

ويبدو ان كيلر يستخدم في قتاله زوج من المناجل الحادة والطويلة، وهو يستخدمها لتقطيع اعدائه بسهولة ويكون اسلوبه قوي مع سرعة حركته وخفته كما فعل عندما ضرب الباسيفيشتا بسرعة شديدة.

## معاركه
- كيلر ضد أوروج

النتيجة: لم يفز أحد بسبب تدخل إكس دريك
- قراصنة كيد وقراصنة القلب وقراصنة قبعة القش ضد قوات البحرية

النتجية: فوز القراصنة
- قراصنة كيد وقراصنة القلب ضد الباسيفيشتا

النتجية: فوز قراصنة كيد والقلب
- قراصنة كيد ضد هاريتسو كينديو وطاقمه

النتيجة: فوز قراصنة كيد بسهولة
- قراصنة كيد ضد حلفاء اليونكو بيغ مام (لم تظهر)

النتيجة: فوز قراصنة كيد
- قراصنة كيد ضد قراصنة البيغ مام (لم تظهر)

النتيجة: غير معروف.
- كيلر ضد زورو

النتيجة: فوز زورو
- لوفي، زورو، كيد، كيلر ولاو ضد كايدو والبيغ مام

النتيجة: تغير مسار المعركة وانفصال البيغ مام ضد كيد ولاو وكايدو ضد لوفي وكيلر ضد هوكينز
- كيلر ضد باسيل هوكينز

النتيجة: فوز كيلر

## هوامش
- خوذة كيلر تشبه إلى حد كبير خوذة الموسيقار الفرنسي غي مانويل دي هومم كريستو من دافت بانك، وقد اشتهرت دافت بانك في اليابان في عدة مناسبات.
- كيلر ورورونوا زورو يتشابهون في العديد من الامور مثل ان الاثنان مقاتلا بأدوات حادة وأيضا هما الوحيدان بين السوبرنوفا ليسا قائدان لطاقم، وهما الوحيدان اللذان لا يتلكان فاكهة شيطان من السوبرنوفا.
- في الاستطلاع الخامس لأكثر شخصية شعبية في ون بيس حصل كيلر على المرتبة 60ظ
- كيلر يتناول الطعام من خلال ثقوب خوذته مثل المعكرونة وهو يشرب الكحول من القش، ولم يظهر كيف يفعل ذلك حتى الفصل 793.
- عيد ميلاده هو نفس عيد ميلاد فيفي (2 فبراير).
- وقال اودا انه اختار اسم كيلر ليس بقصد (القاتل) بل مجرد اسم، وهذا يجعله الوحيد من السوبرنوفا يمتلك اسم لا يدل على قرصان حقيقي أو معنى معين.
- هوايات كيلر المفضلة يه الطبخ وقرع الطبول.